# Vagnhärad
Vagnhärad  est une localité située dans la municipalité de Trosa, comté de Södermanland, en Suède.

## Population
Vagnhärad comptait 3 324 habitants en 2010 et 3 767 en 2019.